# Список населённых пунктов Богородского городского округа Московской области
В списке представлены населённые пункты Богородского городского округа Московской области и их принадлежность к бывшим муниципальным образованиям упразднённого Ногинского муниципального района. 
Перечень населённых пунктов городского округа (города областного подчинения с административной территорией), их наименование и тип даны в соответствии с Законом Московской области от 23 мая 2018 года N 68/2018-ОЗ «Об организации местного самоуправления на территории Ногинского муниципального района» и Постановлением губернатора Московской области от 15 июля 2020 г. № 329-ПГ «Об Учетных данных административно-территориальных и территориальных единиц Московской области».
В 2025 году рабочие посёлки Обухово и имени Воровского преобразованы в посёлки городского типа.
В Богородский городской округ (город областного подчинения Ногинск с административной территорией) входят 82 населённых пункта, в том числе: 
- 5 городских населённых пунктов (из них 3 города, 2 посёлка городского типа),
- 77 сельских населённых пунктов (из них 9 посёлков, 9 сёл и 57 деревень).

| №  | Населённый пункт        | Тип                     | Население | бывшее до 05.06.2018 муниципальное образование |
| -- | ----------------------- | ----------------------- | --------- | ---------------------------------------------- |
| 1  | Ногинск                 | город                   | ↗102 392  | городское поселение Ногинск                    |
| 2  | Старая Купавна          | город                   | ↗23 553   | городское поселение Старая Купавна             |
| 3  | Электроугли             | город                   | ↘17 793   | городское поселение Электроугли                |
| 4  | Обухово                 | посёлок городского типа | ↘8486     | городское поселение Обухово                    |
| 5  | имени Воровского        | посёлок городского типа | ↗16 398   | городское поселение имени Воровского           |
| 6  | 2-й Бисеровский участок | посёлок                 | ↘64       | городское поселение Электроугли                |
| 7  | Аборино                 | деревня                 | ↘69       | сельское поселение Аксёно-Бутырское            |
| 8  | Авдотьино               | деревня                 | ↘820      | сельское поселение Ямкинское                   |
| 9  | Аксёно-Бутырки          | деревня                 | ↘271      | сельское поселение Аксёно-Бутырское            |
| 10 | Алексеевка              | деревня                 | ↗22       | сельское поселение Аксёно-Бутырское            |
| 11 | Афанасово-1             | деревня                 | ↘10       | сельское поселение Аксёно-Бутырское            |
| 12 | Балобаново              | село                    | ↗722      | городское поселение Обухово                    |
| 13 | Бездедово               | деревня                 | ↘30       | сельское поселение Аксёно-Бутырское            |
| 14 | Белая                   | деревня                 | ↗397      | сельское поселение Аксёно-Бутырское            |
| 15 | Берёзовый Мостик        | деревня                 | ↗29       | сельское поселение Аксёно-Бутырское            |
| 16 | Бисерово                | село                    | ↗213      | городское поселение Старая Купавна             |
| 17 | Богослово               | село                    | ↗46       | сельское поселение Буньковское                 |
| 18 | Боково                  | деревня                 | ↗19       | сельское поселение Ямкинское                   |
| 19 | Большое Буньково        | деревня                 | ↗4084     | сельское поселение Буньковское                 |
| 20 | Борилово                | деревня                 | ↗18       | сельское поселение Аксёно-Бутырское            |
| 21 | Боровково               | деревня                 | ↘366      | сельское поселение Мамонтовское                |
| 22 | Булгаково               | деревня                 | ↘73       | городское поселение Электроугли                |
| 23 | Вишняково               | деревня                 | ↘464      | городское поселение Электроугли                |
| 24 | Воскресенское           | село                    | ↘182      | сельское поселение Ямкинское                   |
| 25 | Гаврилово               | деревня                 | ↗86       | сельское поселение Мамонтовское                |
| 26 | Горбуша                 | посёлок                 | ↘343      | сельское поселение Аксёно-Бутырское            |
| 27 | Горки                   | деревня                 | ↘497      | сельское поселение Мамонтовское                |
| 28 | Громково                | деревня                 | ↗45       | сельское поселение Ямкинское                   |
| 29 | Дядькино                | деревня                 | ↗84       | сельское поселение Ямкинское                   |
| 30 | Ельня                   | деревня                 | ↗183      | сельское поселение Аксёно-Бутырское            |
| 31 | Жилино                  | деревня                 | ↗121      | сельское поселение Мамонтовское                |
| 32 | Загорново               | деревня                 | ↘119      | городское поселение Ногинск                    |
| 33 | Затишье                 | посёлок                 | ↘127      | сельское поселение Буньковское                 |
| 34 | Зелёный                 | посёлок                 | ↗4066     | городское поселение Старая Купавна             |
| 35 | Зубцово                 | деревня                 | ↘73       | сельское поселение Мамонтовское                |
| 36 | Ивашево                 | деревня                 | ↗178      | сельское поселение Аксёно-Бутырское            |
| 37 | Исаково                 | деревня                 | ↘368      | городское поселение Электроугли                |
| 38 | Кабаново                | деревня                 | ↗50       | сельское поселение Ямкинское                   |
| 39 | Калитино                | деревня                 | ↘21       | сельское поселение Мамонтовское                |
| 40 | Каменки-Дранишниково    | деревня                 | ↘167      | сельское поселение Аксёно-Бутырское            |
| 41 | Карабаново              | деревня                 | ↘36       | сельское поселение Мамонтовское                |
| 42 | Караваево               | деревня                 | ↘883      | сельское поселение Буньковское                 |
| 43 | Кашино                  | деревня                 | ↘11       | сельское поселение Аксёно-Бутырское            |
| 44 | Клюшниково              | деревня                 | ↘105      | городское поселение Ногинск                    |
| 45 | Колонтаево              | деревня                 | ↘369      | сельское поселение Аксёно-Бутырское            |
| 46 | Колышкино Болото        | посёлок                 | ↘84       | городское поселение Ногинск                    |
| 47 | Кролики                 | деревня                 | ↘0        | городское поселение Электроугли                |
| 48 | Кудиново                | село                    | ↗5368     | сельское поселение Аксёно-Бутырское            |
| 49 | Мамонтово               | село                    | ↘1027     | сельское поселение Мамонтовское                |
| 50 | Марьино                 | деревня                 | ↗359      | городское поселение Электроугли                |
| 51 | Марьино-2               | деревня                 | ↘16       | сельское поселение Аксёно-Бутырское            |
| 52 | Марьино-3               | деревня                 | ↗93       | сельское поселение Ямкинское                   |
| 53 | Меленки                 | деревня                 | ↗10       | сельское поселение Аксёно-Бутырское            |
| 54 | Мишуково                | деревня                 | ↗24       | сельское поселение Ямкинское                   |
| 55 | Молзино                 | деревня                 | ↗1442     | городское поселение Ногинск                    |
| 56 | Новая Купавна           | деревня                 | ↗844      | городское поселение Старая Купавна             |
| 57 | Ново                    | деревня                 | ↗96       | сельское поселение Мамонтовское                |
| 58 | Новое Подвязново        | деревня                 | ↘265      | городское поселение Ногинск                    |
| 59 | Новосергиево            | село                    | ↗60       | сельское поселение Мамонтовское                |
| 60 | Новостройка             | посёлок                 | ↘2066     | сельское поселение Буньковское                 |
| 61 | Новые Псарьки           | деревня                 | ↗88       | сельское поселение Аксёно-Бутырское            |
| 62 | Оселок                  | деревня                 | ↗35       | сельское поселение Аксёно-Бутырское            |
| 63 | Пашуково                | деревня                 | ↗55       | сельское поселение Ямкинское                   |
| 64 | Пешково                 | деревня                 | ↗110      | сельское поселение Аксёно-Бутырское            |
| 65 | Радиоцентра-9           | посёлок                 | ↘455      | сельское поселение Аксёно-Бутырское            |
| 66 | Турбазы «Боровое»       | посёлок                 | ↘300      | сельское поселение Буньковское                 |
| 67 | Починки                 | деревня                 | ↗435      | сельское поселение Ямкинское                   |
| 68 | Пятково                 | деревня                 | ↗65       | сельское поселение Ямкинское                   |
| 69 | Рыбхоз                  | посёлок                 | ↗853      | городское поселение Старая Купавна             |
| 70 | Следово                 | деревня                 | ↗112      | сельское поселение Мамонтовское                |
| 71 | Соколово                | деревня                 | ↗411      | сельское поселение Ямкинское                   |
| 72 | Старые Псарьки          | деревня                 | ↗149      | сельское поселение Аксёно-Бутырское            |
| 73 | Стромынь                | село                    | ↘5430     | сельское поселение Мамонтовское                |
| 74 | Стулово                 | деревня                 | ↗226      | сельское поселение Аксёно-Бутырское            |
| 75 | Тимково                 | деревня                 | ↗208      | сельское поселение Мамонтовское                |
| 76 | Тимохово                | деревня                 | ↘894      | сельское поселение Аксёно-Бутырское            |
| 77 | Черепково               | деревня                 | ↘49       | сельское поселение Аксёно-Бутырское            |
| 78 | Черново                 | деревня                 | ↘108      | сельское поселение Мамонтовское                |
| 79 | Шульгино                | деревня                 | ↘52       | сельское поселение Аксёно-Бутырское            |
| 80 | Щекавцево               | деревня                 | ↘78       | сельское поселение Мамонтовское                |
| 81 | Щемилово                | деревня                 | ↗875      | городское поселение Старая Купавна             |
| 82 | Ямкино                  | село                    | ↗1766     | сельское поселение Ямкинское                   |